# Neottiura suaveolens
Espèce
Neottiura suaveolens est une espèce d'araignées aranéomorphes de la famille des Theridiidae.

## Distribution
Cette espèce est décrite en Europe dans une bande centrale éloignée de la partie méditerranéenne, (Espagne, France, Italie, Slovénie, Allemagne, République tchèque, Slovaquie, Suisse, Autriche, Hongrie, Bulgarie, Roumanie, Macédoine et jusqu'à l'Est en Ukraine, et les montagnes de l'Oural en Russie). Cependant, cette espèce a aussi été observée en Tunisie.

## Noms alternatifs
Historiquement, cette araignée a aussi été appelée Theridion suaveolens et Dipoena regia.
Son nom d'espèce suaveolens, qui signifie bonne odeur en latin définit ce par quoi cette fourmi est attirée : en effet, certaines fourmis sont attirées par les odeurs de viande voire de putréfaction tandis que d'autres sont plus attirées par les odeurs sucrées.

## Habitat
Dans les habitats secs ou humides : pelouses sèches, lisières de forêts, champs de céréales, marais salants, landes ou prairies.

## Description
Comme toutes les Theridiidae, cette araignée possède des soies en forme de peigne sur les tarses des pattes postérieures. Ses pattes sont jaune clair, la première partie proche du corps (coxa) est plus foncée, la partie de la patte correspondant au fémur présente des rayures foncée sur sa face intérieure et la section suivante (tarse) est claire chez la femelle et sombre chez le male. Les palpes de l'araignée sont brun foncé.

### Femelles
Actives de juin à août, présentes avec leur cocon en juin. Les femelles font de 2,2 à 2,3 mm de longueur, leur céphalothorax (0,90 à 1,0 mm de long et 0,80 mm de large) et leur sternum sont brun foncé. L'abdomen présente une bosse à l'arrière. Le dos est blanchâtre, réticulé, avec deux séries latérales de taches sombres et une tache sombre en arrière au milieu. L'apparence dorsale permet la distinction car l'aspect ventral est identique à Neottiura curvimana.

### Mâles
Actifs en juin et juillet. Les mâles sont légèrement plus longs quel les femelles (de 2,1 à 2,9 mm) l au niveau du céphalothorax (0,90 à 1,3 mm de long pour 0,70 à 1,0 mm de large) et ont aussi des tibias plus long. Les colorations ventrales sont les mêmes que pour la femelle : la coloration des pattes est différente et de dos, le mâle est brun foncé, avec 2 ou 3 séries de taches blanches vers l'avant et une seule tâche médiane à l'arrière. Anatomiquement, le mâle se distingue aussi par son cymbium fortement renflé et son extrémité distale recourbée.

## Publication originale
- Simon, E. (1880). Arachnides nouveau de France, d’Espagne et d’Algérie. Premier mémoire. Bulletin De La Société Zoologique De France 4(pour 1879): 263-251[9].